# Liste der Kulturdenkmale in Leubsdorf (Sachsen)

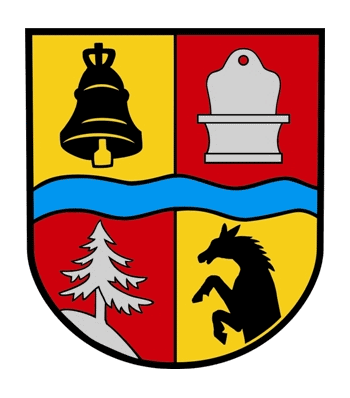
Wappen von Leubsdorf

In der Liste der Kulturdenkmale in Leubsdorf sind die Kulturdenkmale der sächsischen Gemeinde Leubsdorf verzeichnet, die bis September 2024 vom Landesamt für Denkmalpflege Sachsen erfasst wurden (ohne archäologische Kulturdenkmale). Die Anmerkungen sind zu beachten.
Diese Aufzählung ist eine Teilmenge der Liste der Kulturdenkmale im Landkreis Mittelsachsen.

## Leubsdorf
| Bild                                    | Bezeichnung | Lage                              | Datierung                                                                                         | Beschreibung | ID       |
| --------------------------------------- | --- | --------------------------------- | ------------------------------------------------------------------------------------------------- | --- | -------- |
| Direkt Bild zu diesem Denkmal hochladen | Arbeitslosendenkmal | (Flurstücke 337/1, 348/3) (Karte) | 1926                                                                                              | Geschichtlich von Bedeutung, im Wald stehend oberhalb der Priemsmühle | 09240928 |
| Direkt Bild zu diesem Denkmal hochladen | Wohnstallhaus eines Bauernhofes | Alte Dorfstraße 27 (Karte)        | Um 1770                                                                                           | Obergeschoss Fachwerk, baugeschichtlich von Bedeutung. Erdgeschoss massiv mit originalen Fenster- und Türgewänden, Porphyr, Satteldach. | 09240926 |
| Weitere Bilder                          | Dorfkirche und Kirchhof Leubsdorf (Sachgesamtheit) | Borstendorfer Straße 8 (Karte)    | 1789–1790                                                                                         | Sachgesamtheit Kirche und Kirchhof Leubsdorf mit folgenden Einzeldenkmalen: Kirche mit Ausstattung, Kirchhofsmauer mit Torhaus, Parentationshalle, Kriegerdenkmal 1870/71, ein Grabmal sowie Gedenktafel für die Gefallenen des Ersten Weltkrieges an der Ostseite der Kirche, Lutherlinde und Allee südlich der Kirche (siehe 09240925) sowie der Kirchhof als Sachgesamtheitsteil; bau- und ortsgeschichtlich von Bedeutung. Auf dem Kirchhof eine kurze Lindenreihe südlich der Kirche und ein Reformationslinde. | 09305260 |
| Weitere Bilder                          | Kirche mit Ausstattung, Kirchhofsmauer mit Torhaus, Parentationshalle, Kriegerdenkmal 1870/71, ein Grabmal sowie Gedenktafel für die Gefallenen des Ersten Weltkrieges an der Ostseite der Kirche (Einzeldenkmale der Sachgesamtheit 09305260) | Borstendorfer Straße 8 (Karte)    | 1789–1790 (Kirche, Kirchenausstattung, Kanzelaltar und Taufe); 1743 (Grabmal)                     | Einzeldenkmale der Sachgesamtheit Kirche und Kirchhof Leubsdorf; Kirche verputzter Bruchsteinbau mit geradem Schluss, im Osten Sakristei mit Gedenktafel Erster Weltkrieg an der Außenwand, Westturm mit Haube und Laterne, bau- und ortsgeschichtlich von Bedeutung. - Grabmal Morgenstern: Lehnrichter, verst. 1833, seine Frau verst. 1795, Gusseisen - Torhaus: Obergeschoss Fachwerk mit Stulpschalung | 09240925 |
| Direkt Bild zu diesem Denkmal hochladen | Dampfmaschine und Generator | Borstendorfer Straße 26 (Karte)   | 1921                                                                                              | Technikgeschichtlich von Bedeutung | 09240739 |
| Weitere Bilder                          | Empfangsgebäude des Bahnhofs | Hauptstraße 4 (Karte)             | 1872–1875                                                                                         | Durchgangsbahnhof bzw. Haltepunkt an der Bahnstrecke Reitzenhain–Flöha (6619; RF), in sehr gutem Originalzustand, typisches Stationsgebäude mit Anbauten einer Nebenbahn, bau-, orts- und eisenbahngeschichtlich von Bedeutung | 09307253 |
| Direkt Bild zu diesem Denkmal hochladen | Postamt | Hauptstraße 10 (Karte)            | Um 1890                                                                                           | Repräsentativer Putzbau mit flachem, übergiebeltem Mittelrisalit und reicher Gliederung, bau- und ortsgeschichtlich von Bedeutung. Guter Originalzustand, Putzfassade, im Erdgeschoss Putznutung, Eckquaderung, Betonfenstergewände mit Dreiecksgiebelchen im ersten Stock, Oculi in den Giebeldreiecken, originale Fenster, weiter Dachüberstand,Satteldach mit originalen stehenden Dachfenstern, Schwebegiebel, Eingangsbereich mit hölzernem Vorhäuschen. | 09240930 |
| Direkt Bild zu diesem Denkmal hochladen | Wohnhaus | Hauptstraße 14 (Karte)            | Um 1890                                                                                           | Putzbau mit flachem, übergiebeltem Mittelrisalit und schlichter Gliederung, baugeschichtlich von Bedeutung. Putzfassade, originale Fassadengliederung, Mittelrisalit, Fenster im ersten Obergeschoss mit Dreiecksgiebelchen, Betonfenstergewände. | 09240931 |
| Direkt Bild zu diesem Denkmal hochladen | Ehemalige Fabrikantenvilla mit Garten und Gartenhaus sowie Einfriedung | Hauptstraße 39 (Karte)            | Um 1910                                                                                           | Qualitätvoll gestalteter Putzbau mit zeittypischem Dekor in gutem Originalzustand, baugeschichtlich und gartenkünstlerisch von Bedeutung. Zweigeschossiger Putzbau, annähernd quadratischer Grundriss, Kastenfenster mit Sprossen geteilten Oberlichtern, einfache Putzornamentik, Werksteinsockel, Mansardwalmdach, dreiachsiges Zwerchhaus, Gauben mit wellenförmigem Abschluss, Hauseingang an hinterer Hausseite, originale Haustür und Wohnungstüren sowie Treppengeländer, Treppenabsätze mit Fliesen, zu Haus gehört Garten (Reste der Gestaltung erkennbar sowie Gartenhäuschen), Einfriedung bestehend aus Bruchsteinmauer, Zaunpfeiler der Einfahrt noch vorhanden. | 09243405 |
| Direkt Bild zu diesem Denkmal hochladen | Mietvilla und Einfriedung | Hauptstraße 41 (Karte)            | Um 1905                                                                                           | Stattlicher, zeittypischer Putzbau mit Zierfachwerk im Giebel und reich verzierter Holzveranda, baugeschichtlich und straßenbildprägend von Bedeutung. Zweigeschossiger Putzbau über hohem Kellergeschoss in Naturstein, im Giebel Zierfachwerk, originale Fenster mit Porphyrtuffgewänden, weiter Dachüberstand, Schwebebalken, originale und reich verzierte Holzveranda an der Südostseite, Einfriedung bestehend aus Bruchsteinmauer, darüber Lattenzaun mit Zaunpfeilern und Toreinfahrt. | 09240933 |
| Direkt Bild zu diesem Denkmal hochladen | Ehemaliges Auszugshaus eines Bauernhofes | Hauptstraße 44 (Karte)            | 1670 Dendro                                                                                       | Haus- und baugeschichtlich bedeutender Fachwerkbau in gutem Originalzustand. Unterhalb des zugehörigen Bauernhofes stehend, Wohnstallhaus: mit angebauter Remise, Erdgeschoss massiv, Bruchstein- bzw. Ziegelmauerwerk verputzt, Fachwerk Obergeschoss aufgeblatteten Kopfstreben, Schwelle leicht vorkragend mit Schiffchenkehlung, kräftiger Zahnschnittfries am Rahm (einziges Beispiel im Gebiet des ehemaligen Kreises Flöha), am Rahm des Erdgeschoss Blattsassen, Haus war vermutlich ursprünglich Umgebindehaus, Satteldachabschluss, im Erdgeschoss: an Traufseite hangwärts Türöffnung mit Korbbogenabschluss, darüber kleine Fensteröffnung mit Holzeinfassung, neben dieser Türöffnung zugesetzte Öffnung des ehem. Backofens erkennbar, Remise Bruchstein und Fachwerk-Ständer mit Kopfstreben, dort ebenfalls Fensteröffnung mit Holzeinfassung sowie am Stallbereich. Obergeschoss: teilweise zu große Fensteröffnungen, Rückbau vorgesehen, weiterhin Türöffnung. Innen: Mittelflur, Stiege im Obergeschoss mit Holzeinschubbrettern (vor Umbau), im Obergeschoss Kammergang zwischen beiden Giebeln, Bodenstiege mit neuen Einschubbrettern, Kehlbalkendach mit einfach stehendem Stuhl, aufgeblatteten Kopfstreben, unter First Windverband, auf Sparren Aufschüblinge. | 09243027 |
| Direkt Bild zu diesem Denkmal hochladen | Villa | Hauptstraße 45 (Karte)            | Zwischen 1920 und 1925                                                                            | Im traditionalistischen Stil der 1920er Jahre, baugeschichtlich von Bedeutung. Eingeschossiger Putzbau über hohem Kellergeschoss in Naturstein, Balkon an der Ostseite, zur Straße Erker mit Türmchen, Krüppelwalmdach mit Biberschwanzdeckung. | 09240934 |
| Direkt Bild zu diesem Denkmal hochladen | Nördliches Wohnstallhaus (Nr. 63), im rechten Winkel angebaute Scheune und östliches Seitengebäude (Nr. 63a) eines Vierseithofes | Hauptstraße 63, 63a (Karte)       | Bezeichnet mit 1731 (Wohnstallhaus); 1. Hälfte 18. Jahrhundert (Scheune); um 1800 (Seitengebäude) | Zeit- und landschaftstypische bäuerliche Wohn- und Wirtschaftsgebäude in Fachwerkbauweise und gutem Originalzustand, bau-, haus- und sozialgeschichtlich von Bedeutung. - Wohnstallhaus: ehemals Umgebindehaus, Erdgeschoss massiv mit Porphyrtuffgewänden, am Rähm Erdgeschoss Blattsassen, Erdgeschoss Bruchstein verputzt, verbretterter Giebel, hintere Traufseite eingeschossiger massiver Anbau ohne Denkmalwert, regelmäßige Fachwerkkonstruktion, im Inneren Korbbögen über Fensteröffnungen, Raumanordnung weitestgehend erhalten - Seitengebäude: vermutl. aus Altmaterial nach Abbrennen der Scheune an heutigem Standort aufgebaut, vermutlich um 1800 errichtet, zweigeschossig, Fachwerk Obergeschoss holzreich und regelmäßig, Erdgeschoss Lehmstock, teilweise durch Bruch- und Ziegelsteine ausgesetzt, Satteldach, altdeutsche Schieferdeckung, Tür im Obergeschoss, Türstock Erdgeschoss aus Holz, alte hölzerne Fenstersohlbänke, weiter Dachüberstand, Giebeldreieck verbrettert, eventuell als Auszug errichtet - Scheune: im rechten Winkel an Wohnhaus angebaut, Fachwerk Obergeschoss mit aufgeblatteten Kopfstreben, damit vermutlich 1. Hälfte 18. Jahrhundert, Satteldach, an Giebelseite verlängert, dort mit Heuaufzug                                      | 09243034 |
| Direkt Bild zu diesem Denkmal hochladen | Häuslerhaus | Hauptstraße 127 (Karte)           | 1897                                                                                              | Obergeschoss Fachwerk verbrettert, baugeschichtlich von Bedeutung. Erdgeschoss massiv Bruchstein, Türgewände entfernt, Fenstergewände erhalten, Fenster im Obergeschoss erhalten, Satteldach. | 09240936 |
| Direkt Bild zu diesem Denkmal hochladen | Ehemaliges Wohnstallhaus und Seitengebäude | Hauptstraße 133 (Karte)           | 2. Hälfte 18. Jahrhundert                                                                         | Wohnstallhaus Obergeschoss Fachwerk, Seitengebäude verbretterte Holzkonstruktion, baugeschichtlich von Bedeutung. Erdgeschoss massiv, Tür im Obergeschoss, Satteldach, ein Giebel verbrettert. | 09240937 |
| Direkt Bild zu diesem Denkmal hochladen | Wohnhaus | Hauptstraße 159 (Karte)           | Um 1850                                                                                           | Obergeschoss Fachwerk, Beispiel für die jüngere Holzbauweise im Ort, baugeschichtlich von Bedeutung. Erdgeschoss massiv, geringe Holzstärken, ein Giebel verschiefert, flaches Satteldach, zur Straße drei Dachhäuschen. | 09240938 |
| Direkt Bild zu diesem Denkmal hochladen | Häuslerhaus | Hauptstraße 179 (Karte)           | 1. Hälfte 19. Jahrhundert                                                                         | Obergeschoss Fachwerk verschiefert, baugeschichtlich von Bedeutung. Erdgeschoss massiv, mit originalen Fenster- und Türgewänden aus Porphyrtuff, Kleingliedrigkeit bewahrt, Satteldach, giebelseitiger Anbau. | 09240939 |
| Direkt Bild zu diesem Denkmal hochladen | Wohnstallhaus und Seitengebäude eines ehemaligen Forsthofes | Hauptstraße 187 (Karte)           | 1. Hälfte 19. Jahrhundert                                                                         | Wohnstallhaus Obergeschoss Fachwerk verschiefert, Seitengebäude Bruchsteinbau, baugeschichtlich, ortsgeschichtlich und straßenbildprägend von Bedeutung. - Wohnstallhaus: Erdgeschoss massiv, Fenster- und Türgewände aus Porphyrtuff, Obergeschoss Fachwerk verschiefert, Krüppelwalmdach mit Schleppgaupe, altdeutsche Schieferdeckung - Seitengebäude: Bruchsteinbau mit zwei Toren zur Hofseite, an der Giebelseite und Rückseite Lüftungsschlitze, hohes Mansarddach mit Schopf | 09240940 |

### Ehemaliges Denkmal (Leubsdorf)
| Bild                                    | Bezeichnung                | Lage                    | Datierung                 | Beschreibung | ID       |
| --------------------------------------- | -------------------------- | ----------------------- | ------------------------- | --- | -------- |
| Direkt Bild zu diesem Denkmal hochladen | Wohnstallhaus (ohne Anbau) | Hauptstraße 108 (Karte) | 2. Hälfte 18. Jahrhundert | Obergeschoss Fachwerk, baugeschichtlich von Bedeutung. Erdgeschoss massiv, ein Giebel massiv, ein Giebel Fachwerk verkleidet, Satteldach. 2023 oder 2024 aus der Denkmalliste gestrichen. | 09240935 |

## Hammerleubsdorf
| Bild                                    | Bezeichnung          | Lage                     | Datierung | Beschreibung | ID       |
| --------------------------------------- | -------------------- | ------------------------ | --------- | --- | -------- |
|                                         | Denkmal „Bergmännel“ | (Flurstück 1251) (Karte) | 1830      | Anlass für die Errichtung des Denkmals war die Dreihundertjahrfeier der Augsburger Konfession, geschichtlich von Bedeutung | 09240942 |
| Direkt Bild zu diesem Denkmal hochladen | Villa                | Talstraße 13 (Karte)     | Um 1905   | Zeittypischer Putzbau mit Zierfachwerk im Giebel und Holzveranda, baugeschichtlich von Bedeutung. Zweigeschossig über Klinkersockel, Fachwerk Zwerchgiebel, Veranda, Fenster teilweise original, Fenstergewände mit plastischem Schmuck. | 09240941 |

## Hohenfichte
| Bild                                    | Bezeichnung | Lage                                                 | Datierung | Beschreibung | ID       |
| --------------------------------------- | --- | ---------------------------------------------------- | --- | --- | -------- |
| Direkt Bild zu diesem Denkmal hochladen | Denkmal für die Gefallenen des Ersten Weltkrieges in kleiner Anlage | Bahnhofstraße (Karte)                                | 1925 | Ortsgeschichtlich von Bedeutung. Obelisk mit Plastik eines schlafenden Löwen, Kreuz, Inschrift. | 09240670 |
| Direkt Bild zu diesem Denkmal hochladen | Ehemaliges Rathaus | Bahnhofstraße 1 (Karte)                              | 1902 | Qualitätvoller Putzbau mit markantem Mittelrisalit, an den Giebeln Zierfachwerk und Schwebebalken, bau- und ortsgeschichtlich von Bedeutung. Putzfassade, Fachwerk Zwerchgiebel, schöner Schwebegiebel, Leergespärre, waagrechte Fensterverdachung im ersten Obergeschoss, Erdgeschoss Dreiecksgiebelchen am Mittelrisalit, Eckquaderung bzw. Lisenen, Putzfassade, Fachwerk Drempel, Satteldach, Balkon und Erker. | 09240671 |
| Direkt Bild zu diesem Denkmal hochladen | Mietshaus | Bahnhofstraße 6 (Karte)                              | Um 1910 | Stattlicher Putzbau mit reicher Gliederung, baugeschichtlich und straßenbildprägend von Bedeutung. Zweigeschossig, zwei Seitenrisalite, Putzquaderung an Ecken, zwei zu acht Achsen, Fensteroberlichter mit Sprossenteilung, Zwerchgiebel mit halbrunder Bekrönung. | 09240663 |
| Direkt Bild zu diesem Denkmal hochladen | Wohnhaus | Bahnhofstraße 8 (Karte)                              | 1895 | Putzbau mit flachem übergiebeltem Mittelrisalit und reicher Gliederung, mit Laden, baugeschichtlich von Bedeutung. Ziegelmauerwerk, Putzfassade, zweigeschossig, Mittelrisalit, originaler Laden mit Ladentür, Eckquaderung im Erdgeschoss, Lisenen im ersten Obergeschoss, diverser originaler Fassadenschmuck, gebrochener Dreiecksgiebel als Fensterverdachung im ersten Obergeschoss, Volutengiebel, Satteldach, Polygonsockel, ockerfarben, am einen Giebel nachträglicher Balkonanbau, Hoftraufseite schlicht, Eingang im bauzeitlichen Treppenhausanbau, Türen im Inneren 1996 noch erhalten, Dachstuhl aus Erbauungszeit. | 09240669 |
| Weitere Bilder                          | Empfangsgebäude des Bahnhofs Hohenfichte | Bahnhofstraße 10 (Karte)                             | 1874–1875 | Durchgangsbahnhof bzw. Haltepunkt an der Bahnstrecke Reitzenhain–Flöha (6619; RF), in sehr gutem Originalzustand, typisches Stationsgebäude mit Anbauten einer Nebenbahn, bau-, eisenbahn- und ortsgeschichtlich von Bedeutung. Hölzerne Wartehalle abgebrochen, zweigeschossiger Hauptbau mit zwei eingeschossigen, in der Längsachse symmetrisch angeordneten Anbauten, Putzbau, Fenster- und Türeinfassungen Porphyrtuff, Gurtgesims, Erdgeschoss Rundbogenfenster, Obergeschoss Rechteckfenster, originale Fenster und Türen, Bahnsteiguhr und hölzerner Vorbau am Bahnsteig, Sockel Polygonalmauerwerk; Streckenlänge: 57,92 km; Spurweite: Normalspur 1435 mm. Hohenfichte ist eine Station der regelspurigen Bahnstrecke Reitzenhain – Flöha, die aufgrund ihres Verlaufs auch Flöhatalbahn genannt wird. Die Strecke ist eine sächsische Nebenbahn und Teil einer überregionalen Verbindung zwischen Prag und Chemnitz. Sie diente vorrangig dem Güterverkehr der im Tal ansässigen Holz- und Textilindustrie. In Flöha mündet die Strecke in die Hauptbahn und heutige Strecke Dresden–Werdau. Die 1872–1875 durch die Chemnitz-Komotauer Eisenbahngesellschaft gebaute und anfangs von ihr betriebene Strecke wurde am 24. Mai 1875 in Betrieb genommen. Aufgrund finanzieller Probleme übernahm sie bereits 1876 der sächsische Staat und wurde Teil der Königlich Sächsischen Staatseisenbahnen. Das Empfangsgebäude liegt am rechten Ufer der Flöha, etwas außerhalb des Ortskerns. Das in seinem Äußeren weitgehend original erhaltene Empfangsgebäude ist ein Typenbau, welcher auch an weiteren Bahnhöfen dieser Strecke [Leubsdorf, Marienberg (Ortsteil Gelobtland) und Pockau-Lengefeld (Ortsteil Reifland)] Verwendung fand. Es besteht aus einem zentralen höheren zweieinhalbgeschossigen Hauptbau und zwei an den Giebelseiten angefügten anderthalbgeschossigen, d. h. niedrigeren und zurückgesetzten Anbauten. Der Hauptbau und die Anbauten schließen mit einem flachen Satteldach mit gleicher Neigung ab. Die verputzten Fassaden werden durch Putznutungen (Hauptgebäude Erdgeschoss) und Natursteinelemente aus Hilbersdorfer Porphyrtuff (Fenstergewände, umlaufendes Gesims) gegliedert und akzentuiert. Weitere bauzeitliche Ausstattungsstücke (Holzfenster) ergänzen den historischen Aussagewert des Gebäudes. Das Empfangsgebäude ist hinsichtlich seiner authentischen Kubatur als auch seines prägenden Wand-Öffnungs-Verhältnisses ein bauliches Zeugnis, das die aufgezeigten Entwicklungen in der Bau-, Orts- und Eisenbahngeschichte dokumentiert. | 09240781 |
| Direkt Bild zu diesem Denkmal hochladen | Arbeitersiedlung Spinnerei Hohenfichte (Sachgesamtheit) | Bahnhofstraße 11, 13, 19, 21, 23, 25, 27, 29 (Karte) | 1885 (Arbeiterwohnhaus Nr. 11/13); Ende 19. Jahrhundert (Arbeiterwohnhäuser Nr. 19–29)                                              | Sachgesamtheit Arbeitersiedlung Spinnerei Max Hauschild: Sechs Mehrfamilienhäuser (alle Gebäude sind Sachgesamtheitsteile); Putzbauten von städtebaulichem und sozialgeschichtlichem Wert. Annähernd gleiche Gestaltung, zweigeschossig, ursprünglich ockerfarben vermutlich, teilweise verändert, Hausnummern 11, 19, 21, 23, 25, 27 und 29 am besten erhalten, andere Gebäude in Straßenzeile zum Teil Denkmal, aber verändert. | 09240672 |
|                                         | Baumwollspinnerei Maximilian Hauschild, heute Sächsische Baumwollspinnerei: Textilfabrik mit Spinnereigebäude (1) im Südosten, daran westlich angeschlossenem Kessel- und Maschinenhaus (2) mit Schornstein (3), Versandgebäude (4), Lagergebäude (5), Wohn- und Verwaltungsgebäude (6), Packerei im Nordwesten (7), Bleicherei im Norden (8) daran angeschlossenem Flachbau (9), Mühlgraben durch das Fabrikensemble (10) und Verbindungsgang zwischen Bleicherei und Packerei (11) sowie Verwaltungsgebäude (12) | Fabrikweg 1 (Karte)                                  | 1874/75 (Kontorhaus); 1908 (Textilindustrieanlagenteil); um 1910 (Kessel- und Maschinenhaus sowie Schornstein)                      | Jüngerer, im Stil des Klassizismus erbauter Teil (um 1908) eines sich ursprünglich weiter nach Osten ausdehnenden älteren (ab 1833), nach 2004 abgebrochenen industriegeschichtlich bedeutenderen Textilfabrikareals, bedeutender Spinnereibetrieb des Textilindustriepioniers Maximilian Hauschild (1806–1877) von industriegeschichtlicher und ortshistorischer Bedeutung. Spinnereikomplex nördlich und südlich des Betriebsgrabens. - Südlicher Betriebsteil: - Am Fabrikweg: Verwaltungsgebäude: um 1874/75, 2,5-geschossiges in den Hang gebautes Gebäude mit Mittelrisalit, Lisenengliederung, im Stil des Historismus, polygonales Porphyrmauerwerk im Erdgeschoss, Dach mit zehn Dachhäuschen, zentrales Türmchen mit Wetterfahne (bezeichnet), Fenster im 1. Obergeschoss mit Segment- und Bogengiebel, ehemals mit Anbau - Am Mühlgraben: zweigeschossiges Gebäude mit Satteldach, im 1. Obergeschoss Verbindungsgang zum nördlichen Betriebsteil, giebelständig zur Straße, 9 (ehemals) Fensterachsen, Fassade mehrfach umgebaut, am Giebel Fenster mit Segmentgiebel, Gurtgesims - Verbindungsgang: im ersten Obergeschoss - Spinnereigebäude: erbaut 1908, mehrgestaltiges Gebäude im Stil des Historismus, viergeschossig, Flachdach mit satteldachartigen Oberlichtern, zentraler Gebäudeteil dominantes Mansardwalmdach Ostseite: Turmanbau auf quadratischem Grundriss mit Mansardwalmdach, Giebel mit Mittelrisalit, zwei Fensterachsen mit mehrfach unterteilten Fenstern (weitestgehend original), im oberen Teil Inschrift „MH 1908“, vorgelagerter eingeschossiger Anbau bezeichnet mit „1833 1908“, an der Westseite Anbau mit Türmchenaufbau, ovale Fenster - Schornstein: um 1908, Klinkerbau, polygonaler Grundriss, nach oben rund zulaufend, im unteren Drittel Verzierungen, Höhe 65 m - Nördlicher Betriebsteil – Gebäudekomplex, der sich nach Osten hin entwickelt hat: - dreieinhalbgeschossiges Produktionsgebäude mit Satteldach, wahrscheinlich älter, 14 Fensterachsen, Ziegelbau, südlicher turmartiger viergeschossiger Anbau, drei Fensterachsen, Walmdach, zweigeschossiger westlicher Anbau: Ziegelbau, Flachdach, neun Fensterachsen mit Sandsteingewände, Fenster mehrfach unterteilt, Fassade umgebaut, Einbau von Entlüftungsschacht, daran anschließend zweigeschossiger Gebäudeteil mit Satteldach, mehrfach unterteilte Fenster, im Erdgeschoss Rundbogenfenster, Anbau Richtung Fabrikstraße abgestuftes Satteldach, dort auch Ladekran und vergrößerte Fassadenöffnung, an diesem auch Verbindungsgang zu einem Gebäude südlich des Mühlgrabens, am östlichen Ende Fahrstuhlanbau (Lager-)Gebäude: am Bahngleis stehend, langgestrecktes Gebäude, aus mehreren Bauphasen, Satteldach, ehemals Gleisanschluss - Flachbau: langgestreckter, eingeschossiger Bau im Stil des Historismus, bezeichnet mit 1911, Fassadengliederung, Flachdach mit Oberlichtern, innen: preußisches Kappengewölbe, Gusssäulen, (wahrscheinlich ehemalige Zwirnerei) - Mühlgraben: befestigt, von der Flöha abgehend, dort festes Wehr (kein Denkmal), Schützbauwerk (kein Denkmal), Breite ca. 2 m, Brückenbauwerk im Betriebsgelände, ab Fabrikweg verrohrt - Verwaltungsgebäude (12) in der Mitte der Fabrikanlage: Putzbau mit Seitenrisaliten, Gliederung durch Putzlisenen und Putzspiegel, Walmdach | 09240665 |
| Direkt Bild zu diesem Denkmal hochladen | Arbeiterwohnhaus | Heimstraße 1 (Karte)                                 | Um 1840 | Gehörte zu Spinnerei, schlichter Putzbau, sozialgeschichtlich von Bedeutung. Zweigeschossig mit Mezzaningeschoss, Putzfassade, Schwebegiebel, Fenster verändert, Satteldach, gehörte zu Spinnerei. | 09240664 |
| Direkt Bild zu diesem Denkmal hochladen | Wohnhaus | Hohle 3 (Karte)                                      | Um 1800 | Obergeschoss Fachwerk, baugeschichtlich von Bedeutung. Erdgeschoss massiv, Satteldach, Giebel verschiefert, giebelseitiger Anbau ist kein Denkmal. | 09240673 |
| Weitere Bilder                          | Kirche und Kirchhof, Leichenhalle, Einfriedungsmauer mit Kirchhofstor sowie vier Grabplatten der Fabrikantenfamilie Hauschild | Kirchweg (Karte)                                     | 1896 | Saalkirche im Stil des Späthistorismus, verputzter Bruchsteinbau mit eingezogenem Chor, an der Chorsüdseite Sakristei, an der Nordseite sogenannter Taufraum und Turm mit Haube und Laterne, im Osten prächtiges Sitznischenportal im Stil der Neorenaissance, malerischer Stilmix, Kirchenbau mit baugeschichtlicher, künstlerischer, ortsgeschichtlicher und ortsbildprägender Bedeutung. Grabplatten für: - Paul Oskar Hauschild 1844–1917 - Helene Angeline Hauschild geb. Haase 1850–1931 - Fritz Oscar Hauschild 1874–1938 - Max Eugen Hauschild 1839–1926 Dorfkirche in Auftrag gegeben von Fabrikant Max Eugen Hauschild. | 09240661 |
| Direkt Bild zu diesem Denkmal hochladen | Pfarrhaus | Kirchweg 1 (Karte)                                   | Um 1905 | Repräsentativer Putzbau von baugeschichtlicher und ortsbildprägender Bedeutung. Zweigeschossig, annähernd quadratischer Grundriss mit Vorbau an Eingangsseite, teilweise gebundene Fenster mit Natursteingewänden, Sockel Polygonmauerwerk, profiliertes Kreuzgesims, Mansardwalmdach, zweiachsiger Dacherker mit Segmentbogengiebel, gesprosste dreiflügelige Kastenfenster, im Erdgeschoss überdachte Terrasse mit durchbrochenem Ziegelgeländer, Gaube mit Sandsteinverkleidung und Schlussstein über Rundbogenfenster, Haustür original – zweiflügelig mit Kassetten und kleinen Glaseinsätzen, Fensterläden nicht erhalten, bau- und ortsgeschichtliche Bedeutung. | 09247725 |
| Weitere Bilder                          | Rittergut Hohenfichte (Sachgesamtheit) | Kirchweg 11, 13 (Karte)                              | 1808 | Sachgesamtheit Rittergut Hohenfichte mit folgenden Einzeldenkmalen: westliches Herrenhaus (Nr. 11), südliche Scheune, nördliches Wirtschaftsgebäude (Pferdestall, Nr. 13), östliches Wirtschaftsgebäude und Fasanerie südwestlich des Herrenhauses sowie Torbögen und Einfriedungsmauern (siehe 09301175) sowie der Wirtschaftshof als Sachgesamtheitsteil; geschlossen erhaltene Anlage von baugeschichtlichem, ortsgeschichtlichem sowie städtebaulichem Wert | 09240660 |
| Weitere Bilder                          | Westliches Herrenhaus (Nr. 11), südliche Scheune, nördliches (Nr. 13) und östliches Seitengebäude sowie Fasanerie westlich des Herrenhauses (Einzeldenkmale der Sachgesamtheit 09240660) | Kirchweg 11, 13 (Karte)                              | Bezeichnet mit 1808 (Herrenhaus); um 1800 (Wirtschaftsgebäude); 2. Hälfte 18. Jahrhundert (Gutsscheune); um 1890 (Fasaneriegebäude) | Einzeldenkmale der Sachgesamtheit Rittergut Hohenfichte; Herrenhaus spätbarocker Putzbau mit klassizistischen Fassadendetails, geschlossen erhaltene Rittergutsanlage von baugeschichtlichem, ortsgeschichtlichem sowie städtebaulichem Wert. - Herrenhaus: zweigeschossiger Putzbau über hohem Kellergeschoss, elf Achsen, flacher Mittelrisalit mit Dreiecksgiebel, dort Kartusche mit Initiale G, Mansardwalmdach mit Gaupen, einläufige (ehemals zweiläufige) Freitreppe zum Hof - Fasanerie: eingeschossig mit Drempel, Bruchsteinmauerwerk verputzt, Tür an der Giebelseite, Rechteckfenster, im Drempel an Giebelseite Rundbogen-Zwillingsfenster, Fenster und Tür mit Porphyrtuffgewänden, flach geneigtes Satteldach - Scheune: breit gelagerter verputzter Bruchsteinbau mit großen Toren, mächtiges Krüppelwalmdach - östliches Seitengebäude: zweigeschossiger verputzter Bruchsteinbau mit Gurtgesims, Walmdach - nördliches Seitengebäude: lang gestreckter verputzter Bruchsteinbau mit Drempel und übergiebeltem Mittelrisalit, Satteldach mit vier Entlüftungshauben, Stützpfeiler an Ost-, Süd- und Nordseite | 09301175 |
| Weitere Bilder                          | Gedeckte Holzbrücke über die Flöha (Hausbrücke) | Metzdorfer Straße (Karte)                            | 1832 | Von verkehrsgeschichtlicher, baugeschichtlicher und baukünstlerischer Bedeutung. Vorgängerbau errichtet 1602, dieser und nachfolgende Brückenbauwerke von 1680, 1714 und 1733 durch Eisfahrten und von 1813 durch Brand als Kriegsauswirkung zerstört, erhaltenes Brückenbauwerk 1832 neu errichtet, 1954, 1960, 1976, 1993 und 2007 Restaurierungs- und Wiederherstellungsarbeiten, gespannte Hängekonstruktion: zwei Sprengwerke mit je zwei Hängesäulen, max. Spannweite von 21 m, massiver Mittelpfeiler, Satteldach (Scheitelhöhe 7,5 m), Gesamtlänge 55,5 m (Breite des Flusses 46 m), Breite 4,6 m, Fahrbahnbreite 2,6 m, Fahrbahnhöhe ca. 5 m, Objekt bereits in der DDR-Bezirksdenkmalliste des Kreises Flöha als Denkmal verzeichnet. Weitere gedeckte Holzbrücke siehe Augustusburg, Ortsteil Hennersdorf (09240924). | 09240658 |
| Direkt Bild zu diesem Denkmal hochladen | Schule | Schellenberger Straße 1 (Karte)                      | 1879 | Zeittypischer Putzbau mit einfacher Gliederung, bau- und ortsgeschichtlich von Bedeutung. Zweigeschossiger Putzbau mit Putzquaderung an den Gebäudeecken, waagrechte Fensterverdachungen, Gurt- und Traufgesims, Treppenaufgang mit Geländer, originale Haustür, Satteldach. | 09240659 |

### Ehemaliges Kulturdenkmal (Hohenfichte)
| Bild                                    | Bezeichnung           | Lage              | Datierung | Beschreibung                                           | ID       |
| --------------------------------------- | --------------------- | ----------------- | --------- | ------------------------------------------------------ | -------- |
| Direkt Bild zu diesem Denkmal hochladen | Sowjetisches Ehrenmal | Fabrikweg (Karte) | Nach 1945 | Zwischen 2017 und 2019 von der Denkmalliste gestrichen | 09240668 |

## Marbach
| Bild                                    | Bezeichnung             | Lage                              | Datierung | Beschreibung | ID       |
| --------------------------------------- | ----------------------- | --------------------------------- | --------- | --- | -------- |
| Direkt Bild zu diesem Denkmal hochladen | Wohnhaus                | Grünhainichener Straße 4 (Karte)  | 1903      | Zeittypischer Putzbau mit einfacher Gliederung, baugeschichtlich von Bedeutung. Zweigeschossig, massiv, hohes Kellergeschoss, originale Fassadengliederung und Fenstergewände, Satteldach.                                                                        | 09240943 |
| Direkt Bild zu diesem Denkmal hochladen | Wohnhaus                | Grünhainichener Straße 10 (Karte) | 1898      | Stattlicher Putzbau mit aufwändiger Gliederung, bau- und ortsgeschichtlich von Bedeutung. Zweigeschossig, massiv, sechs Achsen, aufwändige Putzgliederung (Eckquaderung, Putzspiegel, Fensterbedachungen), originale Fenster- und Türgewände, Satteldach.         | 09240944 |
| Direkt Bild zu diesem Denkmal hochladen | Wohnhaus                | Grünhainichener Straße 28 (Karte) | 1806      | Obergeschoss und zum Teil auch Erdgeschoss Fachwerk, baugeschichtlich und straßenbildprägend von Bedeutung. Originale Haustür mit Holztürstock, ein Giebeldreieck verschiefert, das andere verbrettert, Satteldach mit Schiefereindeckung, guter Originalzustand. | 09240946 |
| Direkt Bild zu diesem Denkmal hochladen | Wohnhaus                | Grünhainichener Straße 35 (Karte) | Um 1910   | Zeittypischer Putzbau, baugeschichtlich von Bedeutung. Zweigeschossig über hohem Sockelgeschoss (Hanglage), farbige Akzentuierung durch rote Klinker, Fenstergewände aus Werkstein, in den Giebeln Zierfachwerk, weiter Dachüberstand.                            | 09240947 |
| Direkt Bild zu diesem Denkmal hochladen | Transformatorenhäuschen | Grünhainichener Straße 50 (Karte) | 1911      | Zeugnis für Elektrifizierung des Ortes, technikgeschichtlich von Bedeutung | 09240948 |
| Direkt Bild zu diesem Denkmal hochladen | Ehemaliges Rathaus      | Grünhainichener Straße 53 (Karte) | 1905      | Repräsentativer Putzbau mit flachem, übergiebeltem Mittelrisalit, baugeschichtlich und ortsgeschichtlich von Bedeutung. Zweigeschossig, aufwändige Fassadengliederung (Eckquaderung, Gurtgesims, Fensterbedachungen), Satteldach, heute Sparkasse und Wohnhaus.   | 09240950 |
| Direkt Bild zu diesem Denkmal hochladen | Wohnhaus                | Grünhainichener Straße 64 (Karte) | 1868      | Obergeschoss Fachwerk verbrettert, baugeschichtlich und straßenbildprägend von Bedeutung. Erdgeschoss massiv (mit veränderten Fenstern), Satteldach, Datierung laut mündlicher Auskunft.                                                                          | 09240951 |

## Metzdorf
| Bild                                    | Bezeichnung                          | Lage                               | Datierung | Beschreibung | ID       |
| --------------------------------------- | ------------------------------------ | ---------------------------------- | --------- | --- | -------- |
| Direkt Bild zu diesem Denkmal hochladen | Transformatorenhäuschen              | Metzdorfer Straße 15 (bei) (Karte) | Um 1930   | Zeugnis für Elektrifizierung des Ortes, technikgeschichtlich von Bedeutung. Tonnendach, Bruchsteinmauerwerk.                                          | 09240741 |
| Direkt Bild zu diesem Denkmal hochladen | Straßenbrücke über die Große Lößnitz | Metzdorfer Straße 20 (bei) (Karte) | 1874      | Bogenbrücke aus Bruchstein, bau- und technikgeschichtlich von Bedeutung. Schlussstein, Steinbrücke.                                                   | 09240657 |
| Direkt Bild zu diesem Denkmal hochladen | Häuslerhaus                          | Zum Sportplatz 1 (Karte)           | Um 1800   | Obergeschoss Fachwerk, bau- und sozialgeschichtlich von Bedeutung. Erdgeschoss massiv, ein Giebel massiv, Rückseite Fachwerk verbrettert, Satteldach. | 09240740 |

## Schellenberg
| Bild                                    | Bezeichnung                                                                                                  | Lage                            | Datierung | Beschreibung | ID       |
| --------------------------------------- | --- | ------------------------------- | --- | --- | -------- |
| Direkt Bild zu diesem Denkmal hochladen | Denkmal für die Gefallenen des Ersten Weltkrieges                                                            | Am Ehrenmal (Karte)             | 1928 | Ortsgeschichtlich von Bedeutung. Auf einer Sitzung des Schellenberger Militär- und Kriegervereins wurde am 26. Januar 1928 die Errichtung des Kriegerdenkmals beschlossen, Weihe am 25. November 1928. Sockel aus grob gefügten unbehauenen Bruchsteinen, darauf zwei Schichten grob behauene Steine, Denkmal monolithischer Block aus Kalkstein, Querschnitt ca. 45 × 56 cm, Höhe ca. 3,05 m (Unterteil 1,65 m, Oberteil 1,40 m), Vorderseite: Relief und Inschrift „Ihren gefallenen Helden in Dankbarkeit die Gemeinde Schellenberg“, an anderen Seiten Namen der Gefallenen, Denkmalwert: ortsgeschichtlicher Wert.     | 09243176 |
| Weitere Bilder                          | Kirche mit Ausstattung, Kirchhof, Reste der Kirchhofsmauer und zwei Grabanlagen                              | Augustusburger Straße (Karte)   | 1777/1778 (Kirche); bezeichnet mit 1778 (Taufe); 1782 (Orgel); Ende 17. / Anfang 18. Jahrhundert (Grabmal); um 1890 (Grabmal mit Engel) | Saalkirche, verputzter Bruchsteinbau mit geradem Chorschluss, an der Nordseite der Turm mit verschiefertem Glockengeschoss, darüber geschweifte Haube mit Spitze, bau- und ortsgeschichtlich von Bedeutung. - Grabanlagen auf dem Kirchhof: - Grabanlage Fam. Kuhn: dreizoniger Aufbau mit Ädikula im Mittelteil, reiche architektonische Gliederung, Bekrönung durch Putten und Vasen, schmiedeeiserne Einfriedung, nach 1905 - Grabanlage Fam. ? (Nachbargrabstätte): dreizoniger Aufbau mit unterbrochenem Gesims, in der Mitte Nische mit lebensgroßer segnender Engelsfigur, Grabmal bereits sehr angewittert, um 1905 | 09241094 |
| Direkt Bild zu diesem Denkmal hochladen | Postmeilensäule                                                                                              | Augustusburger Straße (Karte)   | Um 1777 | Kursächsische Postmeilensäule (Sachgesamtheit); Viertelmeilenstein, verkehrshistorisch bedeutsam. Bezeichnet mit „17.7“ (vermutlich 1777), Sandstein, hinter dem Friedhof an Friedhofsmauer an altem Fahrweg parallel zum Fluss stehend. Mit verschiedenen Inschriften und dem Posthorn. | 09304882 |
| Direkt Bild zu diesem Denkmal hochladen | Ehemaliger Netzschuppen eines Lehngerichts                                                                   | Augustusburger Straße 3 (Karte) | Um 1560 | Bruchsteinbau mit markantem Walmdach, bau- und ortsgeschichtlich von Bedeutung, das als Denkmal dazugehörende Wohnhaus ist 1996 abgebrannt. - Netzschuppen: eingeschossiger, unverputzter Bruchsteinbau, vermutlich mit ehem. Firstsäulen, liegender Dachstuhl, starke Windverbänden, hohes Walmdach mit altdeutscher Schieferdeckung - Wohnhaus: liegender Dachstuhl mit Spitzsäulen, Kehlbalken, Satteldach, Türgewände datiert: 1773, Reste eines Sitznischenportals, kleines Rechteckfenster mit Rundstab, eventuell gekreuzt, kleine Hoftür mit aufgedoppelter Tür, abgebrannt September 1996                          | 09241095 |
| Direkt Bild zu diesem Denkmal hochladen | Häuslerhaus                                                                                                  | Dorfstraße 22 (Karte)           | 1. Hälfte 18. Jahrhundert | Obergeschoss Fachwerk, baugeschichtlich und straßenbildprägend von Bedeutung. Erdgeschoss massiv unterfahren (um 1820), geblattete Kopfbänder, ein Giebel verschiefert, ein Giebel verbrettert, originale Tür- und Fenstergewände sowie Haustür, Tür im Obergeschoss, Satteldach mit Schleppgaupe (neu), Schieferdeckung. | 09241098 |
| Direkt Bild zu diesem Denkmal hochladen | Wohnhaus | Dorfstraße 54 (Karte)           | Um 1800 | Obergeschoss Fachwerk, baugeschichtlich von Bedeutung. Erdgeschoss massiv mit originalen Fenster- und Türgewänden, Satteldach, Giebel verschiefert (ehemals mit Ornament). | 09241100 |
| Direkt Bild zu diesem Denkmal hochladen | Gasthof „Höllmühle“                                                                                          | Höllmühle 1 (Karte)             | Um 1890 | Zeittypischer Putzbau mit übergiebeltem Mittelrisalit, bau- und ortsgeschichtlich von Bedeutung. Zweigeschossiger Putzbau, kräftiges Gurtgesims, im Erdgeschoss hohe Rundbogenfenster, Zwerchgiebel, Satteldach mit sechs kleinen Dachhäuschen zur Straße. | 09241102 |
| Direkt Bild zu diesem Denkmal hochladen | Höllmühle: Mühlengebäude (Nr. 7) und Wohnmühlenhaus (Nr. 9) eines ehemaligen Mühlenanwesens sowie Mühlgraben | Höllmühle 7, 9 (Karte)          | 1878 (Wohnmühlenhaus); 1882 (Mühle) | Bau-, orts- und technikgeschichtlich von Bedeutung. - Mühlengebäude (Nummer 7): verputzter Bruchsteinbau, zweigeschossig mit Drempel, Fenstergewände in Porphyrtuff, Türgewände entfernt, flaches Satteldach - Wohnmühlenhaus (Nummer 9): verputzter Bruchsteinbau, weigeschossig mit Drempel, originale Fassadengliederung, Fenster- und Türgewände in Porphyrtuff, Satteldach mit weitem Überstand und Schwebegiebel, Dachaufbauten erhalten (sechs Dachhäuschen) - Mühlgraben zwischen beiden Gebäuden parallel zur Flöha                                                                                                | 09241103 |
| Direkt Bild zu diesem Denkmal hochladen | Wohnhaus mit Einfriedung                                                                                     | Marbacher Straße 1 (Karte)      | 1884 | Massiver Bau mit Putzgliederung, baugeschichtlich von Bedeutung. Massiv, Putzfassade mit Putzquaderung im Erdgeschoss, originale Fenster- und Türgewände, originale Haustür, Mezzaningeschoss. | 09241105 |
| Weitere Bilder                          | Villa | Marbacher Straße 2 (Karte)      | 1907 | Stattlicher, zeittypischer Putzbau mit Zierfachwerk in den Giebeln, baugeschichtlich und straßenbildprägend von Bedeutung. Zweigeschossig über unregelmäßigem Grundriss, hohes Kellergeschoss in Natursteinmauerwerk, Formsteingewände, in den Giebeln Zierfachwerk, Schauseite mit verglasten Veranden und schönen Holzschnitzereien. | 09241106 |

## Tabellenlegende
- Bild: Bild des Kulturdenkmals, ggf. zusätzlich mit einem Link zu weiteren Fotos des Kulturdenkmals im Medienarchiv Wikimedia Commons. Wenn man auf das Kamerasymbol klickt, können Fotos zu Kulturdenkmalen aus dieser Liste hochgeladen werden:
- Bezeichnung: Denkmalgeschützte Objekte und ggf. Bauwerksname des Kulturdenkmals
- Lage: Straßenname und Hausnummer oder Flurstücknummer des Kulturdenkmals. Die Grundsortierung der Liste erfolgt nach dieser Adresse. Der Link (Karte) führt zu verschiedenen Kartendiensten mit der Position des Kulturdenkmals. Fehlt dieser Link, wurden die Koordinaten noch nicht eingetragen. Sind diese bekannt, können sie über ein Tool mit einer Kartenansicht einfach nachgetragen werden. In dieser Kartenansicht sind Kulturdenkmale ohne Koordinaten mit einem roten bzw. orangen Marker dargestellt und können durch Verschieben auf die richtige Position in der Karte mit Koordinaten versehen werden. Kulturdenkmale ohne Bild sind an einem blauen bzw. roten Marker erkennbar.
- Datierung: Baubeginn, Fertigstellung, Datum der Erstnennung oder grobe zeitliche Einordnung entsprechend des Eintrags in der sächsischen Denkmaldatenbank
- Beschreibung: Kurzcharakteristik des Kulturdenkmals entsprechend des Eintrags in der sächsischen Denkmaldatenbank, ggf. ergänzt durch die dort nur selten veröffentlichten Erfassungstexte oder zusätzliche Informationen
- ID: Vom Landesamt für Denkmalpflege Sachsen vergebene, das Kulturdenkmal eindeutig identifizierende Objekt-Nummer. Der Link führt zum PDF-Denkmaldokument des Landesamtes für Denkmalpflege Sachsen. Bei ehemaligen Kulturdenkmalen können die Objektnummern unbekannt sein und deshalb fehlen bzw. die Links von aus der Datenbank entfernten Objektnummern ins Leere führen. Ein ggf. vorhandenes Icon  führt zu den Angaben des Kulturdenkmals bei Wikidata.